# Austroplebeia australis
Austroplebeia australis là một loài Hymenoptera trong họ Apidae. Loài này được Friese mô tả khoa học năm 1898.

## Hình ảnh

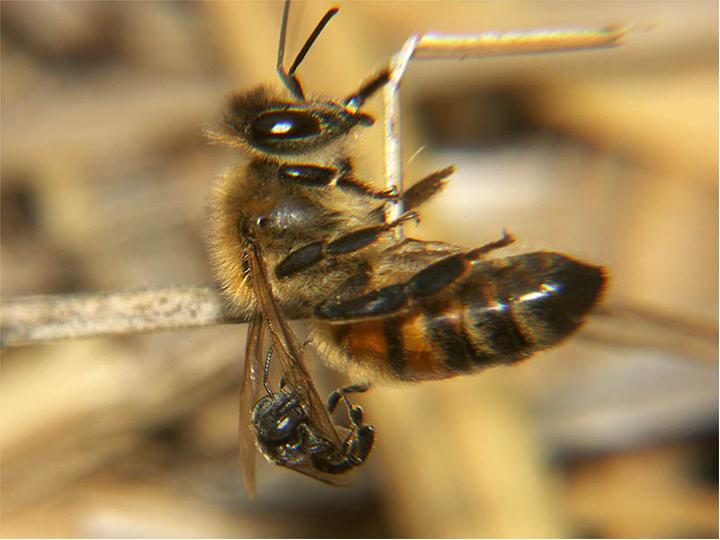